# Pierre Denis (Kommunarde)

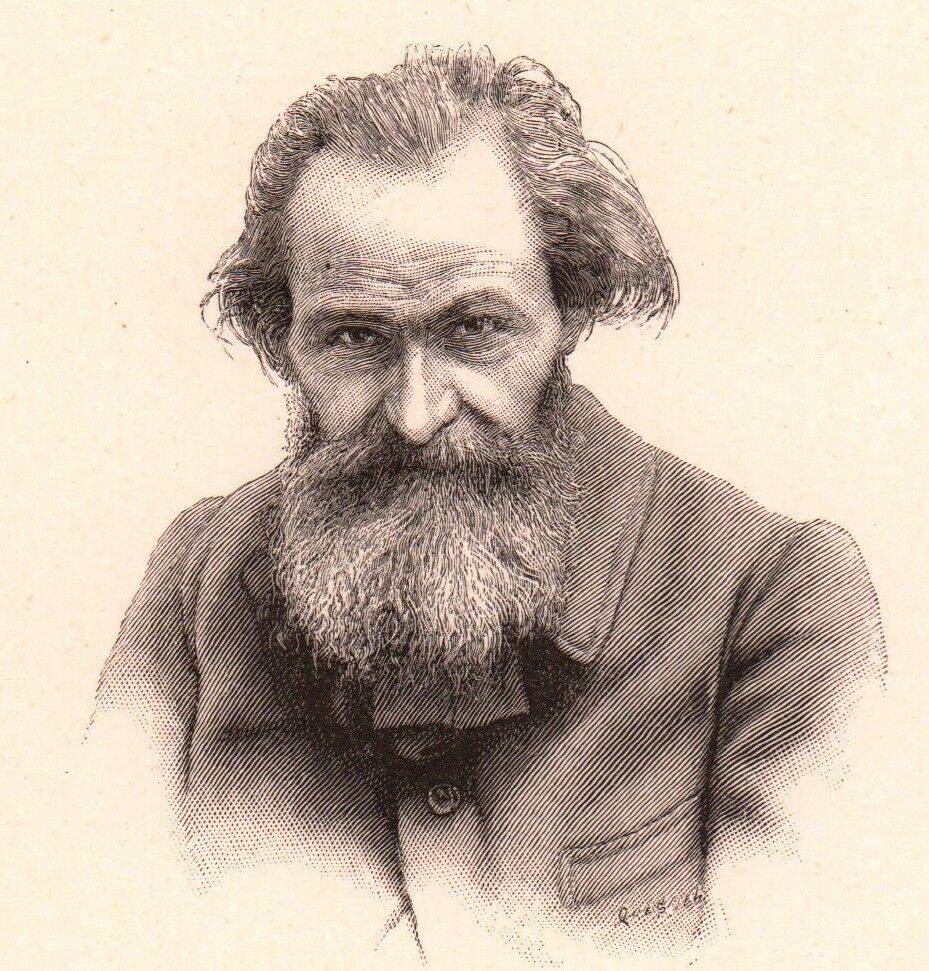
Pierre Denis

Pierre Denis (geboren am 28. September 1828 in Lyon; gestorben am 27. März 1907 in Paris) war ein französischer Journalist und politischer Aktivist. Denis ist im Zweiten Kaiserreich der sozialistischen Bewegung zuzurechnen und war dann Teil der Pariser Kommune. Während der Dritten Republik schloss er sich den Boulangisten an.

## Leben

### Zweite Republik und Pariser Kommune
Pierre Denis beteiligte sich gegen Ende des Zweiten Kaiserreichs und zu Beginn der Dritten Republik an den Zeitungen von Jules Vallès: Le Peuple (1869), Le Réfractaire (1869), La Rue (1870) und Le Cri du peuple (1871). Als Mitglied der Ersten Internationale, in der er die proudhonische Tendenz vertrat, beteiligte er sich am republikanischen Zentralkomitee der Zwanzig Arrondissements, für das er das Manifest vom 26. März 1871 verfasste. Er schrieb die Erklärung an das französische Volk (Déclaration au peuple français), die das am 18. April 1871 verabschiedete Programm der Pariser Kommune darstellte. Seine zahlreichen Artikel in Le Cri du Peuple, dessen Leitung er nach dem 19. April übernahm (Vallès war zu sehr mit seinen politischen Ämtern beschäftigt), erläuterten und verteidigten das kommunalistische und föderalistische Programm, das von den Schriften Pierre-Joseph Proudhon inspiriert war.
Der 6. Kriegsrat verurteilte ihn im Dezember 1871 in Abwesenheit zur Deportation. Am 27. November 1879 wurde er begnadigt. Er befand sich allerdings schon vorher wieder in Frankreich und war Redakteur der Tageszeitung Le Corsaire, die von 1872 bis 1883 erschien. 1878 ging er nach Rochefort, wo seine erste Tochter geboren wurde (er hatte zwei Kinder; seine Frau starb 1884). Nach seiner Begnadigung kehrte er nach Paris zurück und beteiligte sich an verschiedenen Zeitungen. Er gründete im Mai 1880 Le Vengeur, was jedoch scheiterte (höchstens vier Ausgaben). 1882 und 1883 hielt er sich in Troyes auf, wo er die Zeitungen La République de l’Aube und Le Petit Troyen leitete, bevor er im März 1883 nach Paris zurückkehrte. Im Jahr 1884 war er Redaktionssekretär bei La Ligue, die er Ende Mai oder Anfang Juni 1885 verließ.

### Boulangismus
Als Chefredakteur von L’Estafette im Jahr 1886 näherte er sich General Boulanger an und wurde dessen Sekretär. Im Juli 1890 gründete er – unter Bezug auf die proudhonsche Zeitung von 1949 – den Titel La Voix du Peuple neu und machte ihn zur letzten boulangistischen Zeitung. Später beeinflusste er Boulanger in seiner Opposition gegen das Comité républicain national, insbesondere gegen Georges Laguerre und Alfred Naquet. Die Zeitung verschwand am 8. November 1891, nachdem Denis im März erfolglos versucht hatte, die letzten boulangistischen Komitees in Paris zu föderalisieren. In den 1890er Jahren arbeitete er an der Zeitung des nationalistischen Schriftstellers Maurice Barrès, La Cocarde, mit.

## Werke

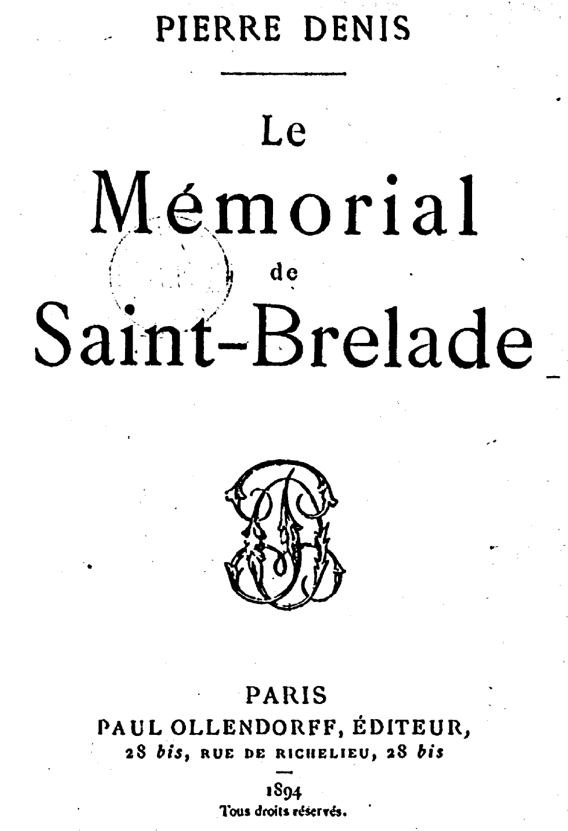
Le Mémorial de Saint-Brelade

- Le Mémorial de Saint-Brelade. éditions Paul Ollendorff, 1884 (Le mémorial de Saint-Brelade / Pierre Denis auf Gallica).